# メディ・ナフティ
メディ・ナフティ（アラビア語: مهدي النفطي, 英語: Medhi Nafti, 1978年11月28日 - ）は、フランス・オート＝ガロンヌ県トゥールーズ出身の元チュニジア代表サッカー選手、現サッカー指導者。現役時代のポジションはミッドフィールダー。

## 経歴
チュニジア代表として2002年にフル代表デビューし、アフリカネイションズカップ2002、アフリカネイションズカップ2004、2005 FIFAコンフェデレーションズカップ、2006 FIFAワールドカップ、アフリカネイションズカップ2008に出場した。
2016-17シーズンより、セグンダ・ディビシオンBに所属するマルベジャFCの監督に就任することが発表された。

## 代表歴

### 出場大会
- チュニジア代表
  - 2006 FIFAワールドカップ

### 試合数
- 国際Aマッチ 46試合 1得点（2002年-2010年）[2]

| チュニジア代表 | 国際Aマッチ | 国際Aマッチ |
| 年             | 出場        | 得点        |
| -------------- | ----------- | ----------- |
| 2002           | 4           | 0           |
| 2003           | 7           | 0           |
| 2004           | 12          | 0           |
| 2005           | 5           | 1           |
| 2006           | 6           | 0           |
| 2007           | 4           | 0           |
| 2008           | 5           | 0           |
| 2009           | 0           | 0           |
| 2010           | 3           | 0           |
| 通算           | 46          | 1           |

## タイトル

### 選手時代
チュニジア代表
- アフリカネイションズカップ：1回（2004）